# Apostolisches Vikariat Istanbul
Das Apostolische Vikariat Istanbul (lat.: Vicariatus Apostolicus Istanbulensis) ist ein in der Türkei gelegenes römisch-katholisches Apostolisches Vikariat mit Sitz in Istanbul. Von 1925 bis 1974 gab es keinen eigenen Apostolischen Vikar und der jeweilige Apostolische Delegat (Nuntius) versah die Aufgaben des Apostolischen Vikars als Apostolischer Administrator.

## Geschichte
Das Vikariat wurde am 15. April 1652 als Apostolisches Vikariat Konstantinopel durch Innozenz X. begründet. Es umfasste damals den gesamten Nahen Osten und Nord- und Zentralafrika (Türkei, Zypern, Griechenland, Ägypten, Arabien, Palestina und der Balkan). 1669 wurden die Gebiete des aufgelösten Erzbistums Kreta hinzugefügt. Das Vikariat gab am 27. Juni 1762 durch Clemens XIII. einen Teil seines Territoriums zur Gründung des Apostolischen Vikariats Aleppo ab. Die neuerrichtete Apostolische Präfektur Trapezunt wurde am 13. März 1845 aus Gebieten des Apostolischen Vikariats gegründet. Am 28. August 1874 wurden Gebiete für die Neugründung des Bistums Kreta abgetrennt. Das Vikariat gab am 16. März 1926 Teile seines Territoriums an das Bistum Skopje ab. Zwei Tage später wurden Thrakien und Makedonien durch das Breve In sublimi Principis von Papst Pius XI. zur Errichtung des neuen Apostolischen Vikariats Saloniki abgegeben. Mit dem Breve Quae ad christiani  gründete Pius XI. am 20. Juni 1931 aus weiteren Gebieten des Vikariats die Mission sui juris Trapezunt. Das Apostolische Vikariat Konstantinopel wechselte am 30. November 1990 zu seinem heutigen Namen.

## Apostolische Vikare
- Francesco Girolamo Bona (1731–1749)
- Biagio Paoli (1750–1767)
- Giuseppe Roverani (1767–1772)
- Giovanni Battista Bavestrelli (1772–1777)
- Nicolò Pugliesi (1777–1778)
- Francesco Antonio Fracchia (1778–1795)
- Giulio Maria Pecori d'Ameno, O.F.M.Ref. (1795–1796)
  - Nicolò Timoni (1796– ?)
- Giovanni Battista Fonton, O.F.M.Conv. (1799–1816)
- Vincentios Coressi (1816–1835)
- Julien-Marie Hillereau, S.M.M. (1835–1855)
  - Antonio Mussabini (1855–1858)
- Paolo Brunoni (1858–1869)
  - Joseph Pluym, C.P. (1869–1874) (als Apostolischer Administrator)
  - Serafino Milani, O.F.M. (1874– ?)
  - Leopoldo Angelo Santanchè OFM (1874–1876)
- Antonio Maria Grasselli, O.F.M.Conv. (1874–1880)
- Vicenzo Vannutelli (1880–1883)
- Luigi Rotelli (1883–1887)
- Augusto Bonetti, C.M. (1887–1904)
- Giovanni Tacci Porcelli (1904–1907)
- Vincent Sardi di Rivisondoli (1908–1914)
- Angelo Dolci (1914–1923)
- Angelo Rotta (als Apostolischer Administrator 1925–1930)
- Carlo Margotti (als Apostolischer Administrator 1930–1934)
- Angelo Giuseppe Roncalli (als Apostolischer Administrator 1935–1944)
- Alcide Giuseppe Marina CM (als Apostolischer Administrator 1945–1947)
- Andrea Cassulo (als Apostolischer Administrator 1947–1952)
- Paolo Bertoli (als Apostolischer Administrator 1952–1953)
- Giacomo Testa (als Apostolischer Administrator 1953–1959)
- Francesco Lardone (als Apostolischer Administrator 1959–1966)
- Saverio Zupi (als Apostolischer Administrator 1966–1969)
- Salvatore Asta (als Apostolischer Administrator 1969–1974)
- Gauthier Pierre Georges Antoine Dubois OFMCap, Titularbischof von Atenia, 1974–1989
- Antuvan Marovitch, Titularbischof von Igilgili, seit 1986 Koadjutor, 1989–1991
- Louis Pelâtre AA, Titularbischof von Sasima, 1992–2016
- Rubén Tierrablanca González OFM, Titularbischof von Tubernuca, 2016–2020
- Massimiliano Palinuro, seit 2021